# Gymnophaps mada
Il piccione montano codalunga o piccione di montagna codalunga (Gymnophaps mada Hartert, 1899) è un uccello della famiglia dei columbidi.

## Descrizione

### Dimensioni
È un uccello di medie dimensioni può raggiungere una lunghezza del corpo di 36,5 centimetri. Nella forma assomiglia alle altre specie di piccioni montani ma tra tutti ha le penne della coda più lunghe.

### Aspetto
Ha la testa e il collo grigio-blu chiaro, la gola e la zona delle orecchie sono bianco-crema. Il petto è biancastro con sfumature rossastre, il ventre e il sottocoda sono rossastri. La parte superiore del corpo è grigio-fumo con sottili frange di piume nere. Le penne da volo e la coda sono nere. La pelle intorno agli occhi è rosso brillante come le altre specie del genere Gymnophaps.

## Biologia
È un piccione gregario, riunito spesso in stormi di poche decine di esemplari.

### Alimentazione
Si nutre di frutta.

## Distribuzione e habitat
La specie è diffusa nelle foreste montane dell'isola indonesiana Buru si trova soprattutto sopra i 930 metri.

## Conservazione
Il piccone montano codalunga è considerato dalla IUCN come specie a rischio minimo di estinzione(LC).